# Virgílio Correia
Virgílio (ou Vergílio) Correia Pinto da Fonseca OSE (Peso da Régua, 19 de Outubro de 1888 – Coimbra, 3 de Junho de 1944), foi um professor universitário, historiador da arte, arqueólogo e jornalista português.

## Biografia
Licenciado em Direito pela Faculdade de Direito da Universidade de Coimbra, em 1911, e Doutor em Letras pela Faculdade de Letras da mesma Universidade, em 1935.
Virgílio Correia foi conservador do Museu Etnológico Português (1912) e do Museu Nacional de Arte Antiga (1915).
A 3 de Abril de 1920 foi feito Oficial da Ordem Militar de Sant'Iago da Espada.
Leccionou, na Universidade de Coimbra, a disciplina de Estética e História da Arte, desde 1921, e a de Arqueologia, desde 1923.
Dirigiu o Museu Machado de Castro, em Coimbra, entre 24 de Novembro de 1929 e a data da sua morte.

## Algumas intervenções no domínio da arqueologia
- Villa Romana de Freiria, em 1912.
- Anta de Pavia, no segundo quartel do século XX.
- Conímbriga, escavação sistemática de toda a área contígua à muralha Leste, entre 1930 e 1944.

## Colaboração em jornais e revistas
Colaborou regularmente na imprensa periódica.
Fundou a revista Terra Portuguesa: revista ilustrada de arqueologia artística e etnografia , de Lisboa, em 1916, e Arte e Arqueologia, de Coimbra, em 1930.
Entre 1938 e 1944 dirigiu o Diário de Coimbra.
Foi secretário de redação da revista Atlântida (1915-1920) e também se encontra colaboração da sua autoria nas revistas  Contemporânea (1915-1926) e Feira da Ladra (1929-1943).

## Algumas instituições a que pertenceu
- Academia Nacional de Belas-Artes
- Academia Portuguesa da História
- Instituto Arqueológico Alemão
- Academia de História de Madrid

## Algumas obras publicadas
- Monumentos e esculturas: séculos III-XVI. Lisboa, Imprensa Libânio da Silva, 1919. 2.ª ed., Lisboa, Livraria Ferin, 1924
- Azulejos datados. Lisboa, Imprensa Nacional, 1914. Separata de "O Archeologo Português" n.º 20. 2.ª ed., Lisboa, Imprensa Libânio da Silva, 1922
- A pintura a fresco em Portugal nos séculos XV e XVII: ensaio. Lisboa. Imprensa Libânio da Silva, 1921.
- El Neolitico de Pavia: Alentejo-Portugal. Madrid, Museo Nacional de Ciências Naturales, 1921. Reedição: Lisboa, Colibri, 1999.
- Um túmulo renascença: a sepultura de D. Luís da Silveira, em Góis. Coimbra, Imprensa da Universidade, 1921
- As obras de Santa Maria de Belém de 1514 a 1519. Lisboa, Tipografia do Anuário Comercial, 1922.
- O imaginário francês Nicolau Chanterene na Inquisição''. Lisboa, Tipografia do Anuário Comercial, 1922
- Artistas de Lamego. Coimbra, Imprensa da Universidade, 1923
- Vasco Fernandes: mestre do retábulo da Sé de Lamego. Coimbra, Imprensa da Universidade, 1924
- Três túmulos: uma arca tumular do museu de Santarém, sepultura de Fernão Gomes de Goes, em Oliveira do Conde, Monumento do 1.º Marquês de Valença, em Ourém. Desenhos de Alfredo Cândido. Lisboa, Portugália, 1924
- Pintores portugueses dos séculos XV e XVI. Coimbra, 1928
- Escavações realizadas na Necrópole pré-romana de Alcácer do Sal em 1926 e 1927. Coimbra, 1928
- Alcobaça. Coimbra, Imprensa da Universidade, 1929
- Batalha: estudo histórico-artístico-arqueológico do Mosteiro da Batalha. Fotografia de Domingos Alvão. Porto, Litografia Nacional, 1929-1931.

1.º volume: Estudo histórico-artístico-arqueológico do Mosteiro da Batalha
2.º volume: Estudo histórico-artístico da escultura do Mosteiro da Batalha
- Uma descrição quinhentista do Mosteiro de Santa Cruz. Coimbra, Imprensa da Universidade, 1930
- Alcácer do Sal: esboço de uma monografia. Coimbra, Faculdade de Letras, 1930
- A pintura em Coimbra no século XVI. Coimbra, Oficinas da Coimbra Editora, 1934
- Conímbriga: noticia do «Oppidum» e das escavações nele realizadas. Coimbra, Tipografia da Gráfica de Coimbra, 1936.
- Etnografia Artística Portuguesa. Barcelos, Companhia Editora do Minho, 1937
- Coimbra. Com A. de Amorim Girão e Torquato de Sousa Soares.
- Conímbriga. Várias edições.
- A arte em Coimbra e arredores. Edição póstuma dirigida por Alice Correia. Coimbra, Atlântida, 1949

As suas obras foram editadas em cinco volumes, entre 1946 e 1978, nas Acta Universitatis Conimbrigensis
- Obras:

1.º volume, 1946
2.º volume: Estudos de história da arte: arquitectura, 1949
3.º volume: Estudos de história da arte: escultura e pintura, 1953
4.º volume: Estudos arqueológicos, 1972
5.º volume: Estudos monográficos, 1978